# Omio.com
Omio.com ist eine Metasuchmaschine und Buchungsplattform für Verkehrsverbindungen. Die Website ging 2013 unter dem Namen GoEuro online und firmiert seit 2019 unter dem Markennamen Omio.

## Inhalt
Omio.com zählt zu den „führenden Reiseplattformen in Europa“. Die Metasuchmaschine Omio bietet die Möglichkeit Bahn-, Flug-, Bus- und Fährverbindungen in 37 Ländern zu recherchieren. Der Nutzer bekommt verschiedene Reisealternativen angezeigt, kann direkt auf der Seite buchen oder ein mobiles Ticket erwerben. Die Verbindungen stammen von über 800 Verkehrsunternehmen aus Europa und Nordamerika. Die Deutsche Bahn stellt bislang keine Daten zu Verspätungen und Zugauslastungen zur Verfügung.
Die Nutzer von Omio.com können Reiseverbindungen zu mehr als 100.000 Zielen buchen. Die Plattform finanziert sich durch Vermittlungsprovisionen, die die beteiligten Verkehrsunternehmen auszahlen. Omio.com ist auch als Mobile App nutzbar und wurde vor Beginn der Coronakrise nach Unternehmensangaben von 27 Millionen Menschen monatlich aufgerufen.

## Unternehmen
Das Unternehmen zählt zu den „wertvollsten Tech-Firmen Deutschlands“, hat seinen offiziellen Sitz aber im als Steueroase bekannten US-Bundesstaat Delaware und firmiert dort als GoEuro Corp. 2019 überschritt der geschätzte Unternehmenswert erstmals eine Milliarde US-Dollar.
Das deutsche Unternehmen GoEuro Travel GmbH beschäftigt am Berliner Senefelderplatz, Schönhauser Allee 180, etwa 360 Mitarbeiter (Stand September 2020).

## Geschichte
Das Projekt GoEuro wurde im April 2012 von dem indischen Unternehmer Naren Shaam in Berlin gegründet, der zuvor in New York City tätig war. Im Mai 2013 ging die Website online und ermöglichte dem Nutzer, die Reisezeiten und Preise verschiedener Verkehrsverbindungen miteinander zu vergleichen. Berücksichtigt wurden zunächst Bus-, Bahn- und Flugreisen in Deutschland und Großbritannien.
Bis 2018 erhielt das Unternehmen in mehreren Finanzierungsrunden insgesamt rund 300 Millionen Dollar Wagniskapital. Die Zahl der beteiligten europäischen Verkehrsbetriebe lag 2014 bei über 150 in sieben Ländern und stieg 2016 auf über 500. 2018 waren über die Website Verkehrsmittel in 36 europäischen Ländern verfügbar. Drei Viertel der monatlich 27 Millionen Nutzer suchten per Smartphone auf der Seite.
Seit Februar 2019 tritt das Unternehmen unter dem Markennamen Omio auf. Hintergrund sind Ambitionen auf eine internationale Expansion der Reiseplattform nach Asien, Lateinamerika und die USA. Ende 2019 übernahm Omio die australische Reiseplattform Rome2rio. Seit Anfang 2020 ist Omio in Nordamerika aktiv und bietet Verkehrsverbindungen in den USA und Kanada an. Wie große Teile der internationalen Tourismusbranche ist auch Omio von Umsatzeinbrüchen während der Coronakrise betroffen. Dennoch bekam das Unternehmen Mitte 2020 eine weitere Finanzierung in Höhe von 100 Millionen Dollar durch ausländische Investoren.